# Pinanga rivularis
Pinanga rivularis är en enhjärtbladig växtart som beskrevs av Odoardo Beccari. Pinanga rivularis ingår i släktet Pinanga och familjen Arecaceae. Inga underarter finns listade i Catalogue of Life.